# Буатель, Морис
Морис Буатель (фр. Maurice Boitel; 1919, Тийер-сюр-Авр, Эр — 2007, Одресель, Па-де-Кале) — французский художник, декоратор, керамист.

## Биография
Морис Буатель принадлежал к наиболее молодому поколению Парижской школы, называемому «La Jeune Peinture», наряду с такими художниками, как Бернар Бюффе, Ив Брайер, Луи Вюйермоз, Пьер-Анри, Даниэль дю Жанран, Гастон Себир, Поль Колломб, Жан Монре, Жан Жуайе и Гаэтан де Роне.

### Раннее призвание
Морис Буатель родился в городе Тийер-сюр-Авр в Нормандии. Он сын юриста-пикардца и парижанки бургундского происхождения. До  12 лет жил в Бургундии в Жевре-Шамбертен. Именно в этой живописной провинции он отображает в своих работах любовь к природе, а также чувство «joie de vivre» — радость жизни. Писать он начинает в возрасте пяти лет.

### Обучение изобразительному искусству
Морис Буатель учился в Высшей школе изящных искусств в Булонь-сюр-Мер и Амьене, городах, где его родители жили в течение нескольких лет. Затем его семья вернулась в Бургундию в Нюи-Сен-Жорж. Он обучался в Академии изобразительных искусств в Дижоне перед битвой легкой пехоты в горах в начале Второй мировой войны. Он успешно прошел вступительный экзамен в Национальную Академию Изобразительного Искусства в Париже. В 1942 и 1943 годах, во время самого сложного периода немецкой оккупации, в его студии, находящейся в самом центре Парижа, он прятал еврейских беженцев, среди которых был журналист Энри Желинек.
Большое количество его работ с 1942 по 1946 год было куплено британским коллекционером и все ещё находится в Лондоне.

### Выставки, «салоны» и награды
В 1946 году Морис Буатель получил премию Абд-Ал-Латиф, которая позволила ему прожить два года в Алжире со своей женой Мари-Люси и сыном. По возвращении из Алжира в Париж он принимает участие в выставке молодых художников (Jeune Peinture), независимых художников (Société des Artistes Indépendants), в Осеннем салоне, а затем в Салоне эскизов и акварельной живописи (Salon du dessin et de la peinture à l’eau), в Союзе Французских Художников, в Салоне изящных искусств, Салоне сопоставления (Salon «Comparaisons»); вплоть до 2004 года он был членом двух последних общественных комитетов.
В 1949 он проводит персональную выставку своих работ об Алжире в Галерее Элизе, на улице Фобур Сент-Оноре в Париже, которая в то время являлась центром торговли европейского искусства.
В 1951 году проводилась новая персональная выставка в этой же галерее, кроме того Морис Буатель принимал участие в групповой выставке в галерее Сьюлеро и в основной выставке, возглавляемой продюсером Жаком Иберто, в составе Ассоциации любителей искусства.
В 1958 году в Париже он получил премию Роберта Льюиса, одновременно проходила персональная выставка в Музее Современного Искусства и в Галерее Рене Друэт, на улице Фобур Сент-Оноре в Париже, где и организовывались его персональные выставки в течение двадцати лет.
В 1959 году Морис Буатель получил премию Винсор и Ньютон (Париж-Лондон).
В 1950-е годы Буатель был направлен декорировать два государственных учебных заведения в Монтре (Сен-Сант-Дени) и в Монтжероне (Эссон).
В 1963 премия Пюви де Шаванна, выданная Национальным обществом изобразительного искусства, помогла ему представить свои работы в Музее современного искусства в Париже.
В 1966 году он получил премию Франсиса Стита, которая позволила ему остаться в Португалии (Пениш, Обидос).
В 1968 году ему вручают Золотую Медаль Французских Художников, а Академия изобразительных искусств вручает ему премию Бастьена-Лепажа.
В 1980 Институт Франции вручает ему премию Dumas-Milliers.
Ещё несколько премий, увековечивших его карьеру художника, среди которых Гран-При Генерального консула Сены и Марны (Seine-et-Marne) в 1974. Премия Роджера Деверина за акварель, присужденная Фондом Тайлера.
Личные выставки в музеях следующих городов: Булонь-сюр-Мер (1976), Сан-Мор-де-Фосе (1977), Монбард (1982), Монтрей-сюр-Мер (1993) позволили ему выставиться в нескольких залах, наряду с пейзажистами Франции, Италии, Испании, Португалии, Голландии, т.д.
В 1990 году Осенний Салон в Париже в трех залах в Гранд Пале в Париже.
В 1999 году Комитет независимых художников в Париже и президент Жан Монре пригласили Мориса Буателя представить ретроспективу своих работ.
В 2003 году члены Комитета Национального изобразительного искусства наградили его золотой медалью.
В 2007 году Национальный Комитет изобразительного искусства ввёл титул почетного члена, который был присуждён Морису Буателю как одному из самых известных художников Салона.
Морис Буатель был почетным гостем нескольких выставок, таких как: Росни-су-Буа (1980), Блюи (1983), Вимеро (1984), Вильнев-ле-Руа (1984), Ивето (1986), Альфортвиль (1987), Бурже (1987), Сомюр (1987), Метз (1991), Лимож (1992), Тур (1992).

### Места творчества
Известные искусствоведы из Великобритании, США, Германии, Швейцарии, Бразилии, Ирана, Японии, Венесуэлы, Саудовской Аравии, Ливана, Мексики удостоились множества картин Мориса Буателя, наряду с Францией и Парижем.
Некоторые из его работ можно увидеть в музеях следующих городов: Дижон, Сант-Мор де Фоссе, Со, Валянс, Алжир, Константин, Бежая в частности, а также в городском консульстве в Париже и Французских посольствах по всему миру.

### Керамика и фрески (1953 и 1955)
• Школа Вольтера в Монтрей-сюр-Буа (Сен-Сант-Дени)
• Школа Мана-Чарльза Гатиноля в Монтгероне (Эссон)
Морис Буатель сам сделал все фрески в классных комнатах этих школ. Чтобы изготовить керамику самому, он построил печь в своей студии. Эти керамические панели все ещё присутствуют в этих школах в пригородах Парижа.

### Близкие друзья
Среди его близких друзей был художники Даниэль дю Женерард, Габриэль Дешампс, Люи Вьюлермоз, Пьер-Анри, Андре Виноль, Пьер Гольардот, Родольф Калье, Жан-Пьер Але, Бернард Буфе, Андре Хомбург, Эмилио Гро Сала, Жан Коломб и два брата Рамон и Антонио Питксот.
Родственные связи: Энри Корблин (Корблин Буртон), Альберт Бессон (Медицинская академия), Оливьер Лазаротти (Университет д’Амьенс)

## Творчество
Непрямая переоценка своего творчества продолжалась всю его жизнь; до 1946 года, когда состоялась его свадьба, его творчество носило экспрессивный характер, затем с 1946 по 1952 год картины оживлены красками, в особенности написанные в Алжире. С 1952 по 1965 год в творчестве прослеживается что-то очень личное, самобытное; в его пейзажах, очень структурированных, предметы очерчены чёрным растушеванным контуром. В этот период он будет писать ближе к своему дому в Париже, в Сант-Манде, и на мысе Грис-Нез, изображая штормы, одинокие лодки на пляже, разруху войны. Кроме того, в этот период он изображает клоунов, моряков, пишет портреты. Затем, в 1958—1965 годах, он писал в Кадаке (Испания) каждое лето. Все время это один и тот же стиль, слегка очерченный контуром, где присутствует свет и легкий отклик Средиземноморья (пейзажи, морские мотивы, портреты, толпы людей на пляже).
С 1965 года его работы стали структурированы, хотя он и убирает контуры: кроме того, Морис все больше пишет акварелью, особенно в Ницце, в Италии и в Сансероа. Каждый год он ездит на мыс Грис-Нез, в Одресель или Амбазак, в Лимузин. А в Париже, где живёт Морис, есть множество мест, которые вдохновляют его: Монмартр, Венсенский лес, острова Сены, Марна, Гуермант и Конш-сюр-Гондуар.
В 1980-е годы он стремится пробудить идеализированную реальность.

## Смерть
Морис Буатель умер 11 августа 2007 года в Одресселле, Па-де-Кале.

## Признание
Лауреат многочисленных премий: (премия Антраль 1958; премия Пюви де Шаванна, 1963; премия Бастьена Лепажа, 1968, и др.)